# (32973) 1996 TN11
1996 TN11 (asteroide 32973) é um asteroide da cintura principal. Possui uma excentricidade de 0.09348140 e uma inclinação de 2.46174º.
Este asteroide foi descoberto no dia 11 de outubro de 1996 por Kin Endate em Kitami.